# Allium ownbeyi
Allium ownbeyi är en amaryllisväxtart som beskrevs av Hamilton Paul Traub. Allium ownbeyi ingår i släktet lökar, och familjen amaryllisväxter. Inga underarter finns listade i Catalogue of Life.